# Postoljani
Postoljani (cyr. Постољани) – wieś w Bośni i Hercegowinie, w Republice Serbskiej, w gminie Nevesinje. W 2013 roku liczyła 103 mieszkańców.